# Шијали Рамамрита Ранганатан
Шијали Рамамрита Ранганатан (енгл. Shiyali Ramamrita Ranganathan; Ширкази, 9. август 1892, Ширкази, Мадрас - 27. септембар 1972, Бангалор), познатији као „отац индијског библиотекарства“, био је светски утицајан библиотекар, универзитетски професор, математичар. Развоју светског библиотекарства допринео је етичким принципима библиотекарства под називом Пет закона библиотекарства објављеним 1931. године, као и развојем колон-класификације, односно класификационог система помоћу двотачке.

## Детињство и школовање
Ранганатан је рођен у месту Шијали, данашњи Ширкази, у Британској Индији, у браманској породици која је посвећивала много пажње образовању својих мушких чланова. Ранганатан је завршио најбоље индијске школе свога времена, а како је Индија у то време била енглески протекторат, Ранганатаново школовање укључивало је не само национално, него и европско културно наслеђе. Ова чињеница важна је због тога што је Ранганатану омогућила контакте са научницима широм света, а његов допринос библиотекарству учинила интернационалним.
Ранганатан је био прво од четворо деце. Његов отац, Рамамрита Ајар, био је угледни земљопоседник, газда имања средње величине на коме се узгајао пиринач, главни усев Кавари делта округа. Био је културан и образован човек који је уживао велико поштовање својих суграђана.
Услед напада опаке болести, Ранганатан је остао без оца са својих шест година.
Ранганатаново образовање је започето на Вијајадасами у октобру 1897. године у Шијали. Током својих школских дана, Ранганатан је био под утицајем двојице својих учитеља који су обликовали његов ум. Од њих је учио о животу Најанара и Алвара. Смисао живота и образовања били су дубоко укорењени у Ранганатану, што му је помогло да остане мудар и способан за доношење круцијалних одлука у свом даљем животу.

## Студије
Студирао је и магистрирао математику на Хришћанском колеџу у Мадрасу. Био је изабран због својих одличних оцена од стране директора, те га је то одвело до профсора Едварда Роса са којим је остварио одличну сарадњу и кога је сматрао својим гуру учитељем.
Своју матер диплому одрадио је 1916. године.
Ранганатонов животни циљ био је да подучава математику и сукцесивно је био члан математичких факултета у Мангалору, Коимбатру и Мадрасу, све у распону од 5 година. Његова каријера предавача била је отежана хендикепом муцања, но то је постепено превазишао у свом професионалном животу.

## Професија
Године 1924. запошљава се као први библиотекар на Универзитету у Мадрасу. Исте године одлази у Лондон. Да би се оспособио за ову дужност, Ранганатан је провео две наредне године у Великој Британији на Лондонском универзитетском колеџу. Неуморно је обилазио библиотеке и контактирао са истакнутим бибиотекарима. 
Изузетна професионална активност донела му је почасну диплому Библиотекарске школе Лондонског универзитета,
а 1930. године и чланство у Британској библиотекарској асоцијацији. Посебно плодотворан био је Ранганатанов контакт са Бервиком Сејерсом, код кога је слушао предавања о класификацији.
Сејерс Ранганатана описује као једног од најокретнијих, најкритичнијих и најзахтевнијих студената које је икада имао, а који се са истинским мисионарским жаром вратио у Индију, да тамо ради на развоју библиотека.
Ранганатан је 20 година радио као библиотекар у Мадрасу. Током тог времена, он је помогао да се оснује Асоцијација Библиотека у Мадрасу и активно учествовао у лобирању за успостављање слободних јавних библиотека широм Индије и за стварање свеобухватне националне библиотеке.
Ранганатан је по многима бити радохоличар. Током две деценије у Мадрасу, он је упорно радио 13 сати дневно, седам дана у недељи. Првих неколико година Ранганатановог мандата у Мадрасу су биле године разматрања и анализе проблема библиотеке: администрације и класификације.
Управо у овом периоду је створио своје две највеће заоставштине: Пет златних правила библиотекарства и Колон класификацију.

У 54. години поднео је оставку и прихватио посао професора библиотекарства на Банарас Хинду Универзитету у Варанаси, у августу 1945. и то је била његова последња формална академска позиција. 
Ранганатан је био на челу Индијске библиотекарске асоцијације од 1944. до 1953. године, али никада није био нарочито вешт администратор и ову позицију је напустио ѕбог спора када је Делхи Јавна библиотека изабрала да користи ДДК (Dewey Decimal Classification) Дјуиев децимални класификациони систем уместо његове Колон класификације.
Наредних 30 година био је кључна личност индијског библиотекарства. 
Његови стручни савети коришћени су приликом организовања Библиотеке Уједињених нација у Њујорку,
а УНЕСКО, ИФЛА и Међународна организација за стандардизацију (ИСО) ангажовали су га на својим пројектима.
Готово 30 година Ранганатан је био и почасни потпредседник Британског библиотекарског удружења.
Његов рођендан се узима као Национални Дан библиотеке у Индији.